# Neostigmine
Neostigmine, được bán dưới tên thương mại Prostigmin cùng với một số những tên khác, là một loại thuốc được sử dụng để điều trị nhược cơ, hội chứng Ogilvie, và triệu chứng bí tiểu nhưng không do tắc nghẽn.  Chúng cũng được sử dụng phối hợp với atropine để kết thúc tác dụng của thuốc ức chế thần kinh-cơ loại không khử cực.] Thuốc có thể được tiêm vào các vị trí như vào tĩnh mạch, cơ, hoặc dưới da. Các tác dụng sẽ đạt đỉnh sau khi tiêm trong khoảng 30 phút và kéo dài tối đa 4 giờ. v
Các tác dụng phụ thường gặp có thể kể đến như buồn nôn, tăng tiết nước bọt, đau bụng dữ dội và nhịp tim chậm. Tác dụng phụ nghiêm trọng hơn có thể có như huyết áp thấp, suy nhược và phản ứng dị ứng. Mức độ an toàn nếu sử dụng thuốc trong thời kỳ mang thai vẫn là chưa rõ ràng. Neostigmine thuộc họ thuốc cholinergic. Chúng hoạt động bằng cách ức chế các hoạt tính của acetylcholinesterase và do đó làm tăng hiệu quả tác động của acetylcholine.
Neostigmine được cấp bằng sáng chế vào năm 1931. Nó nằm trong danh sách các thuốc thiết yếu của Tổ chức Y tế Thế giới, tức là nhóm các loại thuốc hiệu quả và an toàn nhất cần thiết trong một hệ thống y tế. Chi phí bán buôn ở các nước đang phát triển là khoảng 0,18 đến 2,6 USD mỗi liều. Tên của thuốc này có nguồn gốc từ tiếng Hy Lạp neos, có nghĩa là "mới", và "-stigmine", liên quan đến phân tử tiền thân để tạo nên chúng, physostigmine.